# ناحیه راسینا
ناحیه راسینا (به صربی: Rasina District) یک روستا در صربستان است که در صربستان واقع شده‌است. ناحیه راسینا ۲٬۶۶۷ کیلومتر مربع مساحت و ۲۴۱٬۹۹۹ نفر جمعیت دارد.